# Syzygium triphlebium
Syzygium triphlebium är en myrtenväxtart som beskrevs av Friedrich Ludwig Diels. Syzygium triphlebium ingår i släktet Syzygium och familjen myrtenväxter. Inga underarter finns listade i Catalogue of Life.